# バート・アッベイ
バート・ウッド・アッベイ（Bert Wood Abbey, 1869年11月29日 - 1962年6月11日）は、アメリカ合衆国のバーモント州出身のプロ野球選手（投手）。右投右打。

## 経歴
バーモント大学在学中、アッベイは学生たちをスカウトし、カテマウンツ（Catamounts,オオヤマネコの意）という野球のチームを結成。これが野球人としてのキャリアのスタートとなった。チーム内でアッベイは、選手、コーチ、キャプテンを兼任し、チームの野球の質とトレーニングのプログラムを急速に進歩させた。これが実を結び、アッベイの卒業後、チームはプロ相手にも勝利を収めるなど、強豪として名を馳せることとなった。
1891年に大学を卒業した後、ワシントン・セネタースから指名を受け、入団。1892年6月14日にメジャーデビューを果たした。この年は主に先発としてマウンドに立ち、後に2度の最多勝投手となるフランク・キレンに次ぐチーム2位の27試合に登板。投球回も195.2を数えたが、これもキレンに次いでチーム2位の数字だった。
その後、ピッツバーグ・パイレーツへ移籍するも、ジョージア州メイコンのファームのチームへと送られ、パイレーツでメジャーのマウンドに立つことはなかった。
翌1893年、パイレーツからシカゴ・コルツ（Chicago Colts）へとトレードで移籍。コルツには1895年の途中まで所属したが、この間19試合にしか登板出来ず、4勝12敗、防御率5.25と結果を残すことは出来なかった。
前述の通り、1895年の途中でブルックリン・グルームス（Brooklyn Grooms）へと移籍し、8試合に登板。翌1896年、チームは名前をブルックリン・ブライドグルームス（Brooklyn Bridegrooms）と変更。アッベイ自身もこの年は登板機会に恵まれ、25試合で164.1回に登板するなど、一年目に次ぐ数字を記録したが、メジャーで登板したのはこの年の9月23日、モントリオールでの試合が最後となった。
1897年から1899年の3年間、アッベイはマイナーリーグでプレイを続けた。1897年と1898年には15勝を記録するなどメジャー復帰を目指していたが、結局1899年限りで現役を引退し、メジャーで再び登板するには至らなかった。
1962年、92歳となっていたアッベイは心臓病のため死亡。エセックス・ジャンクション（Essex Junction）のマウンテン・ビュー・セメタリー（Mountain View Cemetery）に埋葬された。
死から7年後の1969年、バーモント大学の体育殿堂入り（UVM's Athletic Hall of Fame）を果たした。

## 詳細情報

### 年度別投手成績
| 年 度    | 球 団    | 登 板 | 先 発 | 完 投 | 完 封 | 無 四 球 | 勝 利 | 敗 戦 | セ 丨 ブ | ホ 丨 ル ド | 勝 率 | 打 者 | 投 球 回 | 被 安 打 | 被 本 塁 打 | 与 四 球 | 敬 遠 | 与 死 球 | 奪 三 振 | 暴 投 | ボ 丨 ク | 失 点 | 自 責 点 | 防 御 率 | W H I P |
| -------- | -------- | ----- | ----- | ----- | ----- | -------- | ----- | ----- | -------- | ----------- | ----- | ----- | -------- | -------- | ----------- | -------- | ----- | -------- | -------- | ----- | -------- | ----- | -------- | -------- | ------- |
| 1892     | WHS1     | 27    | 23    | 19    | 0     | -        | 5     | 18    | 1        | -           | .217  | 876   | 195.2    | 207      | 7           | 76       | -     | 6        | 77       | 11    | 0        | 139   | 75       | 3.45     | 1.45    |
| 1893     | CHC      | 7     | 7     | 5     | 0     | -        | 2     | 4     | 0        | -           | .333  | 264   | 56.0     | 74       | 1           | 20       | -     | 4        | 6        | 2     | 0        | 52    | 34       | 5.46     | 1.68    |
| 1894     | CHC      | 11    | 11    | 10    | 0     | -        | 2     | 7     | 0        | -           | .222  | 424   | 92.0     | 119      | 3           | 37       | -     | 3        | 24       | 0     | 0        | 74    | 53       | 5.18     | 1.70    |
| 1895     | CHC      | 1     | 1     | 1     | 0     | -        | 0     | 1     | 0        | -           | .000  | 36    | 8.0      | 10       | 0           | 2        | -     | 1        | 3        | 0     | 0        | 8     | 4        | 4.50     | 1.50    |
| 1895     | BRO      | 8     | 6     | 5     | 0     | -        | 5     | 2     | 0        | -           | .714  | 229   | 52.0     | 66       | 0           | 9        | -     | 3        | 14       | 2     | 0        | 34    | 25       | 4.33     | 1.44    |
| '95計    | BRO      | 9     | 7     | 6     | 0     | -        | 5     | 3     | 0        | -           | .625  | 265   | 60.0     | 76       | 0           | 11       | -     | 4        | 17       | 2     | 0        | 42    | 29       | 4.35     | 1.45    |
| 1896     | BRO      | 25    | 18    | 12    | 0     | -        | 8     | 8     | 0        | -           | .500  | 739   | 164.1    | 210      | 7           | 48       | -     | 9        | 37       | 3     | 0        | 135   | 94       | 5.15     | 1.57    |
| MLB：5年 | MLB：5年 | 79    | 66    | 52    | 0     | 0        | 22    | 40    | 0        | 0           | .355  | 2568  | 568.0    | 686      | 18          | 192      | 0     | 26       | 161      | 18    | 0        | 442   | 285      | 4.52     | 1.55    |

- 「-」は公式記録なし